# لنز ایستابرقی
لنز ایستابرقی (انگلیسی: Electrostatic lens) ابزاری است که به انتقال ذرات باردار کمک می‌کند. به‌عنوان مثال، این ابزار می‌تواند الکترون‌های منتشرشده از یک نمونه را به سمت یک تجزیه‌گر ایستابرقی هدایت کند، مشابه نحوه عملکرد یک عدسی در انتقال نور در ابزارهای نوری. سامانه‌های لنز ایستابرقی مشابه لنزهای نوری طراحی می‌شوند، بنابراین لنزهای ایستابرقی می‌توانند مسیر الکترون‌ها را بزرگنمایی یا متمرکز کنند. یک لنز ایستابرقی همچنین می‌تواند برای کانون عدسی کردن یک پرتوی یونی، مثلاً برای ایجاد ریزپرتو جهت تابش به سلول‌های خاص، استفاده شود.

## لنز استوانه‌ای

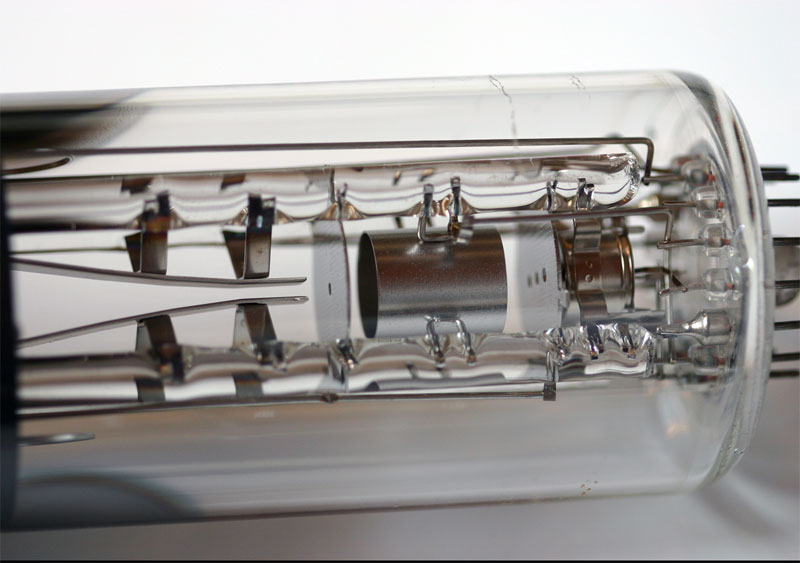
لنزهای استوانه‌ای در یک لامپ پرتوی کاتدی تفنگ الکترونی

لنز استوانه‌ای شامل چندین استوانه است که دیواره‌های آن‌ها نازک است. هر استوانه به‌صورت موازی با محور نوری قرار می‌گیرد که الکترون‌ها وارد آن می‌شوند. بین استوانه‌ها فاصله‌های کوچکی قرار داده می‌شود. وقتی هر استوانه دارای ولتاژ متفاوتی باشد، فاصله بین استوانه‌ها به‌عنوان یک لنز عمل می‌کند. بزرگنمایی با انتخاب ترکیبات مختلف ولتاژ قابل تغییر است. اگرچه بزرگنمایی دو لنز استوانه‌ای می‌تواند تغییر کند، نقطه کانونی نیز با این عملیات تغییر می‌کند. لنزهای سه استوانه‌ای امکان تغییر بزرگنمایی را فراهم می‌کنند در حالی که موقعیت شیء و تصویر حفظ می‌شود، زیرا دو فاصله به‌عنوان لنز عمل می‌کنند.
در حین حرکت یک ذره باردار در یک میدان الکتریکی، نیرویی بر آن اعمال می‌شود. هرچه ذره سریع‌تر باشد، تکانه تجمعی کوچک‌تر خواهد بود. برای یک پرتوی همگرا، فاصله کانونی به‌عنوان تکانه اولیه تقسیم بر تکانه تجمعی (عمود) توسط لنز تعریف می‌شود. این امر فاصله کانونی یک لنز منفرد را به تابعی از مرتبه دوم سرعت ذره باردار تبدیل می‌کند.
لنز استوانه‌ای شامل یک لنز واگرا، یک لنز همگرا و یک لنز واگرای دیگر است که مجموع قدرت انکساری آن‌ها صفر است. اما به دلیل فاصله بین لنزها، الکترون سه بار گردش می‌کند و در موقعیتی دورتر از محور به لنز همگرا برخورد می‌کند، بنابراین از میدانی با قدرت بیشتر عبور می‌کند.

## لنز اینزل

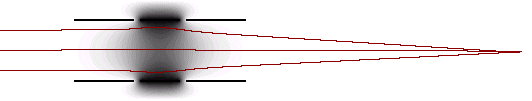
مسیر یون‌ها در یک لنز اینزل.

لنز اَینزل لنز ایستابرقی است که بدون تغییر انرژی پرتو، آن را متمرکز می‌کند. این لنز از سه یا چند مجموعه لوله‌های استوانه‌ای یا مستطیلی که به‌صورت سری در امتداد یک محور قرار دارند، تشکیل شده است.

## لنز چهارقطبی
لنز چهارقطبی شامل دو چهارقطبی منفرد است که ۹۰ درجه نسبت به یکدیگر چرخیده‌اند. قدرت انکساری در این لنزها مربع قدرت انکساری یک لنز منفرد است.

## لنز مغناطیسی
یک میدان مغناطیسی نیز می‌تواند ذرات باردار را متمرکز کند. نیروی لورنتس که بر الکترون اعمال می‌شود، عمود بر جهت حرکت و جهت میدان مغناطیسی است. یک میدان همگن ذرات باردار را منحرف می‌کند، اما آن‌ها را متمرکز نمی‌کند. لنز مغناطیسی ساده یک کویل دونات‌شکل است که پرتوی ذرات از محور آن عبور می‌کند.

## لنزهای چندقطبی
لنزهای چندقطبی بالاتر از چهارقطبی می‌توانند برای اصلاح خطاهای کروی استفاده شوند.

## طیف‌شناسی الکترون
توسعه اخیر طیف‌شناسی الکترون امکان آشکارسازی ساختارهای الکترونیکی مولکول‌ها را فراهم کرده است. اگرچه این کار عمدتاً توسط تحلیلگرهای الکترون انجام می‌شود، لنزهای ایستابرقی نقش مهمی در این توسعه دارند.
از آنجا که طیف‌شناسی الکترون پدیده‌های فیزیکی مختلفی را از الکترون‌های منتشرشده از نمونه‌ها آشکار می‌کند، انتقال این الکترون‌ها به تحلیلگر ضروری است. لنزهای ایستابرقی ویژگی‌های کلی لنزها را تأمین می‌کنند.